# Trichocerca musculus
Trichocerca musculus is een raderdiertjessoort uit de familie Trichocercidae. De wetenschappelijke naam van deze soort is voor het eerst geldig gepubliceerd in 1936 door Hauer.